# Нехо II
Нехо II (полное имя Ухемибра Нехо II, в синодальном переводе Библии — Нехао, в русск. переводе Д. Йосифона и др. — Нехо)— фараон Древнего Египта, правивший приблизительно в 610 — 595 годах до н. э., из XXVI (Саисской) династии.
В правление фараона Нехо II Египет снова ненадолго вступил в эру процветания и могущества в Древнем мире. Продолжая политику своего отца Псамметиха I, развивал внешнюю торговлю, опираясь на греческих торговцев и наёмников и финикийских судовладельцев.

## Нехо II и падение Ассирийской империи
Нехо попытался восстановить давно утраченные позиции Египта в Азии. К этому времени Ассирии уже почти не существовало. Естественно, остатки Ассирийской державы никто не собирался защищать, зато участие в их дележе было заманчивым предприятием. Правда, в решающем сражении Ассирийской державы с Вавилоном египетское войско встало на сторону Ассирии, поскольку усиление Вавилона могло представлять угрозу для Египта.
В июне 609 года до н. э. Нехо двинулся в поход во главе своей армии на помощь ассирийцам, ведущим военные действия против Вавилонии и Мидии в районе Харрана. Газа и Аскалон оказали сопротивление египтянам, за что были взяты и жестоко наказаны. У Мегиддо путь фараону неожиданно преградил иудейский царь Иосия со своим войском. Требование фараона пропустить его к Евфрату было отвергнуто и началось сражение. В самом начале боя Иосия был смертельно ранен в горло египетской стрелой, и иудеи бежали (4Цар. 23:29).
Соединившись с ассирийским царём Ашшур-убаллитом II, фараон перешёл Евфрат и атаковал Харран. Тяжёлые бои велись всё лето. Вавилонский гарнизон мужественно отразил все приступы египтян и ассирийцев и удержал город. В сентябре 609 года до н. э. вавилонский царь Набопаласар, получив помощь от мидян, двинулся на выручку Харрану. Нехо, узнав о его приближении, снял осаду и без боя отступил за Евфрат. Харран остался в руках вавилонян. Именно 609 год до н. э. считается датой падения Ассирийской империи.
Свою ставку Нехо расположил в Рибле, в самом центре Сирии. Египетские гарнизоны, сменив ассирийцев, заняли города и крепости Заречья (так в месопотамских источниках именуется территория на запад от реки Евфрат, до Средиземного моря, более известная как Восточное Средиземноморье). Иудейский царь Иоахаз, сын погибшего Иосии, не посмел ослушаться грозного приказа фараона и прибыл в Риблу. Нехо отправил его в Египет, где он и умер. На иудейский престол фараон посадил его брата Иоакима (4Цар. 23:34), на которого наложил дань в 100 талантов (3 т) серебра и 1 талант (30 кг) золота в год.

## Имя
| G5 |

| G5 |

| S32 · F34 |

| S32 · F34 |

| G16 |

| G16 |

| Aa11 | P8 |

| Aa11 | P8 |

| Aa11 · P8H |

| Aa11 · P8H |

| G8 |

| G8 |

| R8A | U6 |

| R8A | U6 |

| U7 · D21 | R8A |

| U7 · D21 | R8A |

| N36 | R8A |

| N36 | R8A |

| nswt&bity |

| nswt&bity |

| N5 | F25 | F34 |

| N5 | F25 | F34 |

| N5 | F25 | F34 |

| N5 | F25 | F34 |

| N5 | F25 | F34 |

| N5 | F25 | F34 |

| N5 | F25 | F34 |

| N5 | F25 | F34 |

| N5 | F25 | G17 | F34 |

| N5 | F25 | G17 | F34 |

| N5 | F25 | G17 | F34 |

| N5 | F25 | G17 | F34 |

| N5 | F25 | G17 | F34 |

| N5 | F25 | G17 | F34 |

| N5 | F25 | G17 | F34 |

| N5 | F25 | G17 | F34 |

| nswt&bity | N5 | G17 | F25 | F34 |

| nswt&bity | N5 | G17 | F25 | F34 |

| nswt&bity | N5 | G17 | F25 | F34 |

| nswt&bity | N5 | G17 | F25 | F34 |

| nswt&bity | N5 | G17 | F25 | F34 |

| nswt&bity | N5 | G17 | F25 | F34 |

| nswt&bity | N5 | G17 | F25 | F34 |

| nswt&bity | N5 | G17 | F25 | F34 |

| G39 | N5 |

| G39 | N5 |

| N35 | E1 | G43 |

| N35 | E1 | G43 |

| N35 | E1 | G43 |

| N35 | E1 | G43 |

| N35 | E1 | G43 |

| N35 | E1 | G43 |

| N35 | E1 | G43 |

| N35 | E1 | G43 |

| G39 | N5 | N35 · E1 | G43 |

| G39 | N5 | N35 · E1 | G43 |

| G39 | N5 | N35 · E1 | G43 |

| G39 | N5 | N35 · E1 | G43 |

| G39 | N5 | N35 · E1 | G43 |

| G39 | N5 | N35 · E1 | G43 |

| G39 | N5 | N35 · E1 | G43 |

| G39 | N5 | N35 · E1 | G43 |

| N35 · D28 | G43 |

| N35 · D28 | G43 |

| N35 · D28 | G43 |

| N35 · D28 | G43 |

| N35 · D28 | G43 |

| N35 · D28 | G43 |

| N35 · D28 | G43 |

| N35 · D28 | G43 |

| N35 · N29 | G43 |

| N35 · N29 | G43 |

| N35 · N29 | G43 |

| N35 · N29 | G43 |

| N35 · N29 | G43 |

| N35 · N29 | G43 |

| N35 · N29 | G43 |

| N35 · N29 | G43 |

## Война с Навуходоносором II
В октябре 607 года до н. э. Набополасар повёл вавилонскую армию на египтян. Началась ожесточенная борьба за переправу через Евфрат, длившаяся до весны 605 года до н. э. Первое предмостное укрепление, созданное вавилонянами в декабре 607 года до н. э. у города Кимуху на Евфрате, летом 606 года до н. э. после тяжёлых боев было ликвидировано египтянами, но осенью того же года вавилоняне создали второй плацдарм в районе городов Шунадири, Эламму и Духамму. Все попытки египтян сбросить их в реку на этот раз потерпели неудачу.
Весной 605 года до н. э. вавилонская армия под командованием царевича Навуходоносора II выступила в поход. Нехо тоже отправился к Евфрату с главными силами своей армии, в составе которой, наряду с египтянами и ливийцами, были нубийцы, лидийские лучники и греческие наёмники. Решающая битва произошла под Каркемишем в конце мая 605 года до н. э. Вавилоняне, форсировав Евфрат южнее Каркемиша, атаковали египетский лагерь под городскими стенами. Египтяне не выдержали натиска, и противник на плечах отступавших воинов ворвался в город. На улицах города разгорелись кровопролитные схватки, к тому же в городе начались пожары, вынудившие египтян покинуть город и вновь выйти в поле, где вавилоняне довершили их разгром. Остатки египетской армии в панике бежали к Хамату. Здесь победители настигли их и перебили. Потери египтян составили десятки тысяч человек. Мелкие государства Сирии, Финикии и Палестины не оказали сопротивления Навуходоносору и поспешили принести ему дань. От полного поражения Нехо спасла смерть Набопаласара (15 августа 605 года до н. э.) и отъезд в связи с этим Навуходоносора II в Вавилон.
Восточное Средиземноморье было напугано разгромом фараона, но не хотело менять сравнительно лояльную египетскую гегемонию на тяжёлое вавилонское иго. Первым городом, выступившим против вавилонского владычества, стал Аскалон (царь Аскалона (в Библии / Танахе (ивр.) — Ашкелон) Адон рассчитывал на египетскую помощь). В декабре 604 года до н. э. скифы захватили штурмом и разграбили город. Египет опять был под угрозой. Как пишет Библия, «больше не выходил Египетский царь из своей страны, ибо царь Вавилонский забрал все от Египетского потока до самой реки Евфрат, всё, что принадлежало царю Египетскому» (4Цар. 24:7).
В декабре 601 года до н. э. Навуходоносор II в союзе со скифами попытался напасть на сам Египет и подступил к египетской границе. В ожесточённом сражении египтянам удалось остановить врага. Обе стороны понесли огромные потери. После этого сражения Нехо был вынужден вообще отказаться от мысли в ближайшие годы вести борьбу с Вавилоном за азиатские провинции.

## Внутренняя политика фараона
Несмотря на неудачи в сухопутных боях, преобладание Египта на морских путях оставалось непоколебимым. Для военных нужд на Средиземном и Красном морях были построены большие гребные суда. По инициативе Нехо, как сообщает Геродот, финикийские моряки совершили около 600 года до н. э. плавание вокруг Африки, обогнув её с востока (в целом плавание продолжалось три года). Это плавание вряд ли ставило перед собой военные цели. Вполне возможно, оно было предпринято с целью торговли или разведывания торговых путей. Нехо развивал внешнюю торговлю, опираясь на греческих торговцев и на финикийских судовладельцев.
По словам Геродота, при Нехо начали копать канал, который должен был соединить Нил с Красным морем. Стремление прорыть, или, возможно, восстановить этот канал, скорее всего, преследовало не только торговые, но и военные цели. На строительство были собраны массы египетского населения. По сообщению Геродота, при постройке канала погибло 120 тысяч человек. Однако строительство так и не удалось завершить. Сооружение канала было завершено при персидском царе Дарии I, однако он был засыпан в 764 году халифом Аль-Мансуром, стремившимся обеспечить торговую монополию Дамаска.
Манефон (все три версии) указывает, что Нехо II правил в течение шести лет.

## Память
В 1976 г. Международный астрономический союз присвоил имя Нехо II кратеру на обратной стороне Луны.